# Tema de Cefalênia
O Tema Cefalônio ou Cefalênio (em grego: θέμα Κεφαλονίας/Κεφαλληνίας; romaniz.: thema Kephalonias/Kephallēnias), também chamado simplesmente de Cefalênia, foi um tema (província civil-militar) bizantino localizado na Grécia ocidental e que abrangia as ilhas Jônicas. Fundado no século VIII, ele perdurou até ser conquistado pelo Reino da Sicília em 1185.

## História
Durante o Império Romano, as ilhas Jônicas (Corfu, Cefalônia, Zacinto, Ítaca, Leucas e Cítera) foram, de forma variada, parte das províncias da Acaia e Velho Epiro. Com exceção de Cítera, elas formariam o Tema Cefalônio. As ilhas permaneceram praticamente intocadas pela invasão e assentamento dos eslavos no século VII e formaram a base o re-estabelecimento do controle imperial e re-helenização da costa do continente.
Não se sabe exatamente quando tema foi fundado. O imperador bizantino Constantino VII Porfirogênito (r. 913–949), em sua obra Sobre a Administração Imperial, afirma que ele era originalmente apenas uma turma (uma divisão) do Tema Longobardo do sul da Itália e que seu governante foi elevado a estratego - sem a elevação correspondente do território a um tema - pelo imperador Leão VI, o Sábio (r. 886-912). Esta afirmação é claramente um equívoco, pois diversos estrategos da Cefalônia são conhecidos antes desta data nas fontes. Assim, o Taktikon Uspensky de 842-843 claramente menciona um estratego de Cefalônia e a crônica latina Annales regni Francorum menciona um já em 809. Diversos selos reforçam ainda a fundação do tema provavelmente do meio para o final do século VIII.
A confusão de Constantino, porém, reflete a relação próxima da Cefalônia com os territórios imperiais no sul da Itália: as ilhas Jônicas serviam como principal ligação e como base intermediária para operações na Itália, além de servir como defesa das passagens marítimas para o mar Jônio e o Adriático contra os piratas árabes. Ao contrário do relato de Constantino, a Longobárdia, no início, era provavelmente apenas uma turma da Cefalônia quando os bizantinos recapturaram Bari em 876 Ainda assim, em diversos casos, os comandos da Cefalônia e da Longobárdia (ou, alternativamente, de Nicópolis em Epiro) eram acumulados pela mesma pessoa.
O estratego do tema tinha sua capital em Cefalênia, mas ele aparece baseado também em outros lugares como Corfu. No Sobre a Administração Imperial, o tema aparece em sétimo entre os temas ocidentais ou europeus e, assim como eles, ele não recebia seu salário, seis quilos de ouro, do tesouro imperial e sim da receita fiscal do próprio tema. A Cefalônia era importante principalmente por sua frota, que contava com mardaítas como fuzileiros e remadores sob o comando de um turmarca. Outros turmarcas e comandantes subordinados lideravam a guarnição do exército local. O historiador Warren Treadgold conjecturou que as forças do tema contavam com uns 2 000 soldados no século IX. O tema também foi frequentemente utilizado como local de exílio para prisioneiros políticos.
O Tema Cefalônio é frequentemente mencionado em operações militares dos séculos IX ao XI. Em 809, o estratego Paulo derrotou uma frota veneziana na costa da Dalmácia. Em 880, o almirante Nasar derrotou de maneira decisiva uma frota pirata árabe que estava saqueando as ilhas do tema e, por fim, as tropas de Cefalônia participaram em seguida da ofensiva bizantina na Itália. Os mardaítas de Cefalônia aparecem em seguida na expedição fracassada de 949 contra o Emirado de Creta. A última menção ao estratego local aparece em 1011, quando Contoleão Tornício foi enviado para a Itália para sufocar uma revolta entre os lombardos. Após o colapso do controle bizantino no sul da Itália em meados do século XI, a importância do tema diminuiu e ele passou a ser governado por civis (krites - "juízes").
A partir do final do século XI, as ilhas Jônicas se tornaram um campo de batalha para as guerras bizantino-normandas. A ilha de Corfu foi conquistada pelos normandos entre 1081 e 1085 e, novamente, entre 1147 e 1149, enquanto que os venezianos a cercaram em 1122-23. A ilha de Cefalônia também foi cercada, sem sucesso, em 1085, mas foi saqueada em 1099 pela Pisa e, novamente, em 1126 pelos venezianos. Finalmente, Corfu e o resto do tema - com exceção de Leucas - foram capturados pelos normandos sob Guilherme II da Sicília em 1185. Embora Corfu tenha sido reconquistada pelos bizantinos em 1191, as demais ilhas se perderam para sempre e formaram o Condado palatino de Cefalônia e Zacinto sob o almirante grego de Guilherme, Margarido de Brindisi.